# Aymeric Minne
Aymeric Minne (* 20. April 1997 in Melun, Frankreich) ist ein französischer Handballspieler.

## Karriere

### Verein
Aymeric Minne begann bereits im Alter von vier Jahren mit dem Handballsport bei Tournefeuille HB. Mit 16 Jahren wechselte der 1,86 m große mittlere Rückraumspieler in die Jugend des französischen Erstligisten Fenix Toulouse Handball. Seinen Einstand in der ersten Liga (LNH) gab er 2015 bei Pays d’Aix UC, wo der Spielmacher in den nächsten vier Spielzeiten 364 Tore in 99 Spielen erzielte. Seit 2019 läuft Minne für den HBC Nantes auf, mit dem er 2019/20 den zweiten und 2020/21 den dritten Platz in der LNH belegte. In der Saison 2020/21 erreichte er mit dem HBC das Final Four in der EHF Champions League, unterlag dort aber erst dem späteren Sieger FC Barcelona und im Spiel um Platz 3 Paris Saint-Germain. Mit Nantes gewann er 2021/22 die Coupe de la Ligue, 2022/23 den Trophée des Champions sowie 2022/23 und 2023/24 die Coupe de France.

### Nationalmannschaft
Mit der französischen Junioren-Nationalmannschaft gewann Minne die Goldmedaille bei der U-19-Weltmeisterschaft 2015, die Bronzemedaille bei der U-20-Europameisterschaft 2016 und die Bronzemedaille bei der U-21-Weltmeisterschaft 2017.
In der französischen A-Nationalmannschaft debütierte Minne am 2. Mai 2021 in der Qualifikation zur Europameisterschaft 2022 gegen Griechenland. Bei der Europameisterschaft 2022 warf er 35 Tore in neun Spielen und erreichte mit dem Team den vierten Platz. Bei der Weltmeisterschaft 2025, bei der Frankreich Bronze gewann, wurde er in allen neun Partien eingesetzt und warf 38 Tore.